# Torre Allianz
A Torre Allianz, também conhecida como Torre Isozaki, é um arranha-céu da cidade de Milão, na Itália. O edifício, concluído em 2015, tem 209 metros de altura (259 com a antena) e 50 andares.

## História
A altura do edifício era originalmente de 247 metros, mas em 9 de abril de 2022, através de uma intervenção técnica na antena feita com a ajuda de um helicóptero,  uma nova seção de treliça foi adicionada, elevando a altura total para aproximadamente 259 metros.